# Ихар (река)
Ихар (исп. Híjar) — река на севере Пиренейского полуострова, берёт начало в котловине Пидруэкоса, в ледниковом цирке Альто-Кампоо, между Пиком Трёх Морей и горой Кучильон, неподалёку от поселения Браньявьеха. До появления в районе Рейносы проходит через населённые пункты Ла-Ломба, Энтрамбасагуас, Вильяр, Селада-де-лос-Кальдеронес, Наведа, Эспинилья, Паракуэльес и Вильякантид, затем пропадает под землёй и вновь появляется на поверхности во Фонтибре, откуда продолжает протекать уже под названием самой полноводной реки Испании, Эбро. Этот факт наглядно проиллюстрировал опыт, который провели исследователи Института геологии и горного дела Испании в 1987 году. Тогда в водах реки Ихар, недалеко от того места, где они уходят под землю, растворили специальный флуоресцеиновый краситель, который, впоследствии, был обнаружен в источнике Фонтибре.
Длина наземного течения Ихара составляет более 20 км, длина подземного течения, до появления в Фонтибре, — 800 м